# Cristian Riveros
Cristian Miguel Riveros Núñez, född 16 oktober 1982 i Julián Augusto Saldívar, är en paraguayansk fotbollsspelare som spelar för den paraguayanska klubben Libertad. Han har tidigare spelat för Paraguays fotbollslandslag.

## Karriär
Den 19 januari 2022 blev Riveros klar för en tredje sejour i Libertad.